# Leptanthuridae
Leptanthuridae là một họ động vật giáp xác isopoda. Họ này có các chi sau đây:
- Accalathura Barnard, 1925
- Aenigmathura Thomson, 1951
- Albanthura Wägele, 1985
- Bourbonanthura Müller, 1990
- Bullowanthura Poore, 1978
- Calathura Norman & Stebbing, 1886
- Curassanthura Kensley, 1981
- Leptanthura Sars, 1897
- Psittanthura Wägele, 1985
- Ulakanthura Poore, 1978
- Virganthura Kensley, 1987